# 佐藤文哉 (バスケットボール)
佐藤 文哉（さとう ふみや、1990年7月4日 - ）は、日本のプロバスケットボール選手である。ポジションはポイントガード。

## 来歴
宮城県仙台市生まれ。2006年4月、明成高校に進学。1年生時より全国大会に出場し、2年生時の全国高等学校総合体育大会バスケットボール競技大会（インターハイ）と全国高等学校バスケットボール選抜優勝大会（ウィンターカップ）でベスト4。
2009年4月、仙台大学に進学。東北大学バスケットボールリーグでは2年生時の2010年より3年連続でベスト5と3ポイント王を受賞。2012年には敢闘賞も受賞している。同年の全日本大学バスケットボール選手権大会（インカレ）では2回戦に進出した。
大学在学中の2012年7月にbjリーグ・仙台89ERSのトライアウトを受験。2013年3月に練習生となる。6月、bjリーグドラフト会議にて仙台より指名を受けて入団。背番号14番。1年目からレギュラーシーズン全52試合（先発23試合）に出場した。
2017-18シーズンよりB2の群馬クレインサンダーズに移籍。
2021年8月、さいたまブロンコスに加入。
2025年6月、立川ダイスに加入。

## 経歴
- 八本松スポーツ少年団ミニバス（1997-03） - 仙台市立郡山中学校（2003-06） - 明成高等学校（2006-09） - 仙台大学（2009-13） - 仙台89ERS（2013-2017） - 群馬クレインサンダーズ（2017 - 2021） - さいたまブロンコス（2021-25） - 立川ダイス（2025-）

## 記録
| シーズン         | チーム | GP | GS | MPG  | FG%  | 3P%  | FT%  | RPG | APG | SPG | BPG | TO  | PPG |
| ---------------- | ------ | -- | -- | ---- | ---- | ---- | ---- | --- | --- | --- | --- | --- | --- |
| bjリーグ 2013-14 | 仙台   | 52 | 23 | 22.7 | .342 | .344 | .889 | 1.6 | 0.8 | 0.7 | 0.0 | 0.6 | 8.5 |
| bjリーグ 2014-15 | 仙台   | 52 |    | 26.9 | .353 | .332 | .821 | 1.6 | 0.7 | 0.9 | 0.0 | 0.8 | 8.6 |
| bjリーグ 2015-16 | 仙台   |    |    |      |      |      |      |     |     |     |     |     |     |
| B1 2016-17       | 仙台   |    |    |      |      |      |      |     |     |     |     |     |     |
| B2 2017-18       | 群馬   |    |    |      |      |      |      |     |     |     |     |     |     |
| B2 2018-19       | 群馬   |    |    |      |      |      |      |     |     |     |     |     |     |